# Anapagurus curvidactylus
Anapagurus curvidactylus is een tienpotigensoort uit de familie van de Paguridae. De wetenschappelijke naam van de soort is voor het eerst geldig gepubliceerd in 1892 door Chevreux & Bouvier.